# Мельниченко Володимир Володимирович (футболіст)
Володи́мир Володи́мирович Мельниче́нко (нар. 11 лютого 1990, Херсон, УРСР) — український футболіст, воротар.

## Спортивна біографія

### Кар'єра в Україні
Професіональну кар'єру розпочав у футбольному клубі «Суми». Улітку 2010 року потрапив у дубль сімферопольської «Таврії», що виступав у молодіжній першості України. За два роки, проведені в дублі, зіграв 14 матчів.
Упродовж 2012—2013 років виступав у «Скалі» (Стрий) та в рідному «Кристалі» (Херсон), де за півтора року зіграв 11 матчів. У 2013 році перебрався до Макіївки, де підписав контракт з «Макіїввугіллям» (теперішнім «Нікополь-НПГУ»), де регулярно отримував місце в основі.
Узимку 2015 року перейшов до тернопільської «Ниви», де боровся за місце в основі з Олександром Мусієнком, улітку того ж року разом з Олександром став гравцем чернівецької «Буковини».
За перші півроку, які Володимир провів у складі «Буковини», він виграв конкуренцію на воротарській лінії та став основним голкіпером у чернівецькій команді. Але по завершенню сезону покинув склад чернівецької «Буковини», відігравши при цьому 17 матчів в чемпіонаті та 1 матч в кубку України.

### Кар'єра в Грузії
Влітку 2016 року став гравцем грузинського клубу «Одіші 1919» з міста Зугдіді, а після того як цей клуб вилетів із першої ліги Володимир приєднався до складу ФК «Цхінвалі», який по завершенню минулого сезону покинув елітний дивізіон. Влітку 2017 року з міним місце роботи, підписавши контракт с клубом «Шукура» (Кобулеті), з яким виступав у вищій лізі.